# 罗伯特·克尔纳
罗伯特·克尔纳（德語：Robert Körner，1924年8月21日—1989年6月22日），奥地利男子足球运动员，场上位置是前锋。他曾代表奥地利国家队参加1954年国际足联世界杯，结果队伍获得第三名。